# Велешка епархија
Велешка епархија (грч. Μητρόπολη Βελισσού) је некадашња епархија древне Охридске архиепископије, а потом Цариградске патријаршије, са седиштем у граду Велесу (данашња Северна Македонија). Постојала је од 16. века до 1873. године, када је спојена са Дебарском епархијом у нову Велешко-дебарску епархију.

## Историја
Од оснивања Окридске архиепископије (1019) па све до позног средњег века, област око Велеса налазила се у саставу Пелагонијске епсикопије. Током 13. и 14. века, то подручје се нашло под привременом, а потом и под трајном српском влашћу. Прве поуздане вести о посебној Велешкој епископији потичу из 16. века. Након укидања Охридске архиепископије (1767) Велешка епархија је потпала под надлежност Цариградске патријаршије. Пошто је Бугарска егзархија током 1872. године успела да одвоји значајан део верника тадашњих епархија Велешке и Дебарске, Цариградска патријаршија је 1873. године одлучила да те епархије споји у једну, Дебарско-велешку епархију, са седиштем у Кичеву.
У периоду од 2002. до 2022. године, канонска наследница старе Велешке епархије била је Епископија велешко-повардарска у саставу аутономне Православне охридске архиепископије, под омофором Српске православне цркве.